# Zhuhai
| Zhuhai 珠海                             | Zhuhai 珠海                              |
| --------------------------------------- | ---------------------------------------- |
|                                         |                                          |
| Zhūhǎi Shì • 珠海市                     |                                          |
| Staat:                                  | Volksrepublik China                      |
| Großregion:                             | Südchina                                 |
| Provinz:                                | Guangdong                                |
| Koordinaten:                            | 22° 16′ N, 113° 34′ O                    |
| Politik                                 |                                          |
| Verwaltungstyp:                         | Bezirksfreie Stadt Sonderwirtschaftszone |
| Untergliederung:                        | 3 Stadtbezirke                           |
| Parteichef der KPCh:                    | Li Jia (李嘉)                            |
| Bürgermeister:                          | Jiang Ling (江凌)                        |
| Einwohnerzahlen (2020)                  |                                          |
| – Gesamtbevölkerung:                    | 2.439.585                                |
| Fläche                                  |                                          |
| – Gesamtfläche (Land):                  | 1.724 km2                                |
| Bevölkerungsdichte (2020)               |                                          |
| – Gesamtfläche:                         | 1.415 Einwohner/km2                      |
| Wirtschaftsdaten (2014)                 |                                          |
| – BIP Total:                            | ¥ 185,732 Milliarden                     |
| – BIP pro Kopf:                         | ¥ 115.500                                |
| Sonstiges                               |                                          |
| Zeitzone:                               | China Standard Time (CST) UTC+8          |
| Postleitzahl:                           | 519000                                   |
| Vorwahl:                                | (+86)756                                 |
| Kfz-Kennzeichen:                        | 粤C                                      |
| Offizielle Website:                     | http://www.zhuhai.gov.cn/english/        |
|                                         |                                          |
| Lage von Zhuhai innerhalb von Guangdong |                                          |

Der beliebte Touristenort Zhuhai (chinesisch 珠海市, Pinyin Zhūhǎi Shì, Jyutping Zyu1hoi2 Si5 – „Perlenmeer-Stadt“) ist eine bezirksfreie Stadt in der chinesischen Provinz Guangdong mit einer Gesamtfläche von 1.724 km² und 2.439.585 Einwohnern (Stand: Zensus 2020). Zum Stadtgebiet zählen etwa 6.000 km² Wasserfläche mit zahlreichen Inseln. Aus diesem Grund gilt Zhuhai in China auch als „Stadt der hundert Inseln“ (百岛之市,  Bǎidǎo zhī Shì, Jyutping Baak3dou2 zi1 Si5).

## Allgemeines

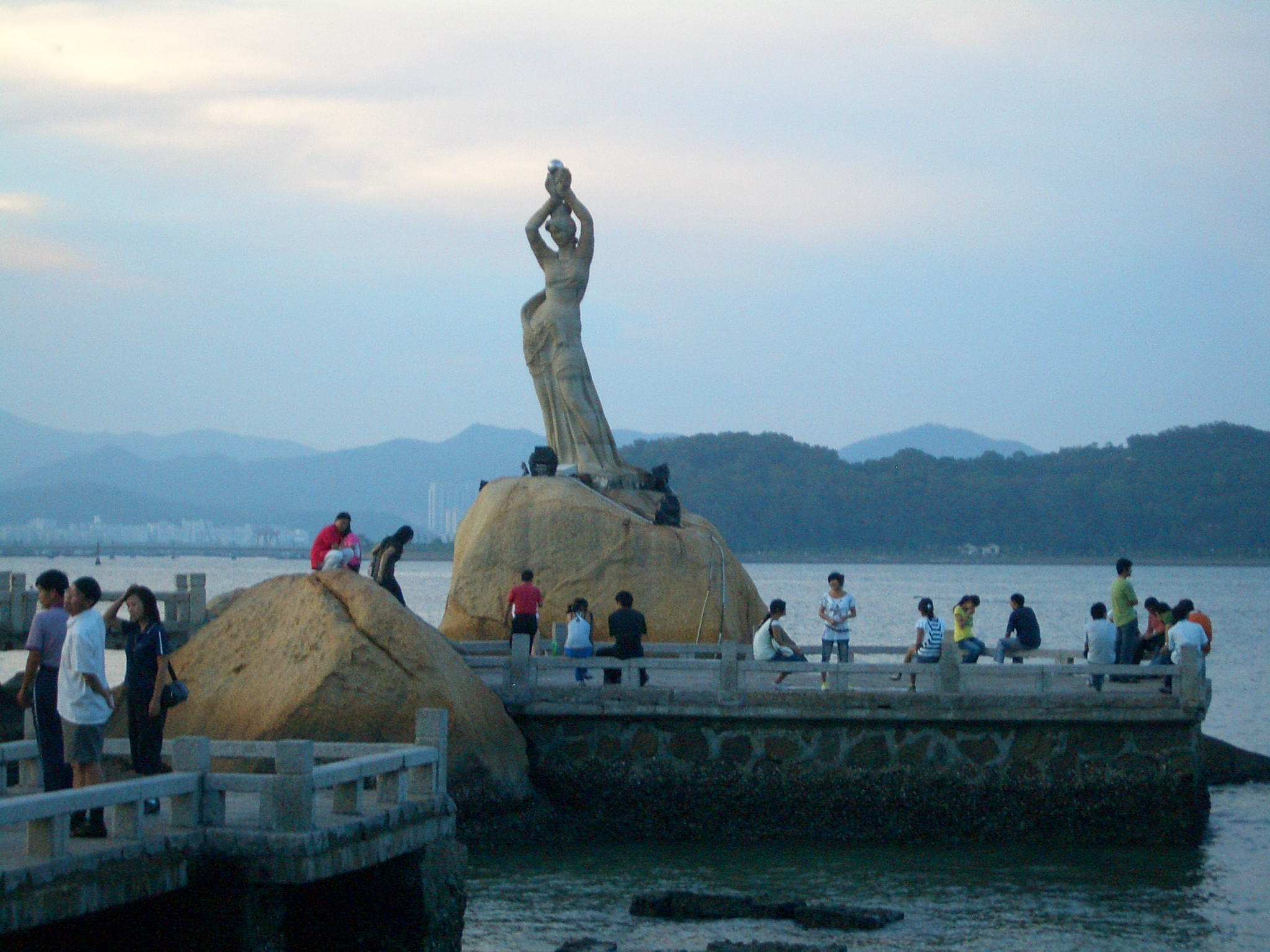
Das Fischermädchen (渔女) ist das Wahrzeichen der Stadt

Zhuhai grenzt im Norden an Zhongshan und Jiangmen und im Süden an die Sonderverwaltungszone Macau. Über den stark frequentierten Gongbei Port (拱北街道) im Stadtbezirk Xiangzhou lässt sich die Grenze nach Macau zu Fuß überschreiten. Im Jahr 2013 wurden dort über 99 Millionen Ein- und Ausreisen registriert. Seit der Ernennung zur Sonderwirtschaftszone im Jahr 1982 hat sich Zhuhai zunehmend zu einem Wirtschafts- und Tourismusstandort entwickelt. Die wirtschaftliche Bedeutung Zhuhais wurde 2015 zusätzlich durch die Integration der Insel Hengqin in die neue Guangdong Freihandelszone erweitert.
Im Jahr 2014 wurde Zhuhai von der Chinese Academy of Social Sciences und der Unternehmensberatung McKinsey als lebenswerteste und nachhaltigste Stadt Chinas ausgewählt. Die Luftqualität der Stadt ist deutlich über dem chinesischen Durchschnitt. Vier Golfplätze (zwei weitere in Bau), eine Rennstrecke, Freizeitparks und mehr als 100 Inseln, in Kombination mit vergleichsweise niedrigen Preisen, machen Zhuhai zu einem beliebten Touristenziel in China. Zahlreiche Geschäftsleute aus Hongkong und Macau nutzen Zhuhai als Wochenenddomizil.
Bei der Amokfahrt in Zhuhai am 11. November 2024 tötete ein 62-jähriger Autofahrer auf einer Lauftrainingsstrecke um das Stadion von Zhuhai 35 Menschen. Sein Motiv seien persönliche Unzufriedenheiten gewesen. Es handelte sich um den eklatantesten Vorfall tödlicher Gewalt in China seit Jahrzehnten.

## Administrative Gliederung
Auf Kreisebene setzt sich Zhuhai aus drei Stadtbezirken zusammen:
| Karte | Karte     | Karte  | Karte        | Karte            | Karte        | Karte                       | Karte                            |
| ----- | --------- | ------ | ------------ | ---------------- | ------------ | --------------------------- | -------------------------------- |
|       |           |        |              |                  |              |                             |                                  |
| #     | Name      | chin.  | Pinyin       | Einwohner (2003) | Fläche (km²) | Bevölkerungs- dichte (/km²) | Bemerkung                        |
| 1     | Xiangzhou | 香洲区 | Xiāngzhōu Qū | 400 000          | 476          | 840                         | Zentrum, Sitz der Stadtregierung |
| 2     | Doumen    | 斗门区 | Dǒumén Qū    | 310 000          | 801          | 387                         |                                  |
| 3     | Jinwan    | 金湾区 | Jīnwān Qū    | 110 000          | 376          | 293                         |                                  |

Die Stadt Zhuhai verwaltet zudem vier Wirtschaftszonen auf Landesebene: Die Hengqin Pilot Free Trade Zone (横琴新区 ‚Hengqin-Neubezirk‘), die Zhuhai National Hi-Tech Industrial Development Zone (珠海国家高新技术产业开发区), die Zhuhai Gaolan Port Economic Zone (珠海高栏港经济区) sowie die Wanshan Marine Development Experimental Zone (万山海洋开发试验区).

## Wirtschaft

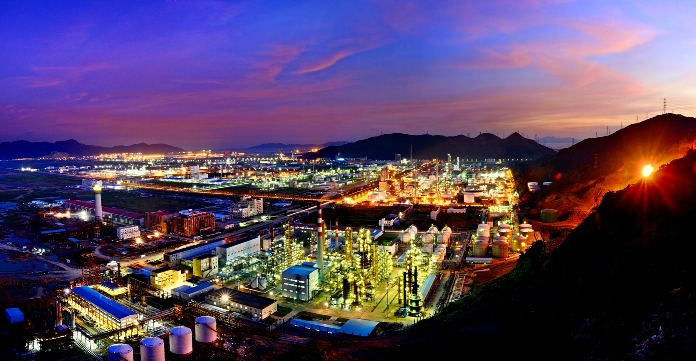
Tiefseehafen und Industriezone Gaolan Port

Zhuhai ist eine Sonderwirtschaftszone und umfasst eine Freihandelszone. Schwerpunkte der Industrie in Zhuhai sind die Bereiche Elektronikfertigung, (allgemeine) Luftfahrt, Chemie und Petrochemie, Medizintechnik und Schiffstechnik. Bekannte chinesische Unternehmen aus Zhuhai sind unter anderem Gree (der weltgrößte Hersteller von Klimaanlagen), CAIGA (Tochter der staatlichen AVIC und Hersteller von Business Jets und Amphibienflugzeugen), United Laboratories (Chinas größter Hersteller von Antibiotika) und Guangdong By-Health Biotechnology (Chinas größter Hersteller von Nahrungsergänzungsmitteln). Rund 40 deutsche Firmen und mehr als 50 Fortune Global 500-Unternehmen, darunter Bosch, MTU Aero Engines, BP, Shell, Epcos, Philips, Canon, Harting und Semikron haben sich in Zhuhai angesiedelt. Im Jahr 2014 betrug das Investitionsvolumen ausländischer Direktinvestitionen 1,9 Milliarden US-Dollar.
Der Bau der Hongkong-Zhuhai-Macau-Brücke wurde am 27. September 2016 fertiggestellt. Die Freigabe für den Verkehr erfolgte im Oktober 2018.
Zur weiteren Internationalisierung des Standorts betreibt das Handelsamt der Stadt seit 2014 ein Repräsentanzbüro für Europa in Karlsruhe, Deutschland.

## Tourismus

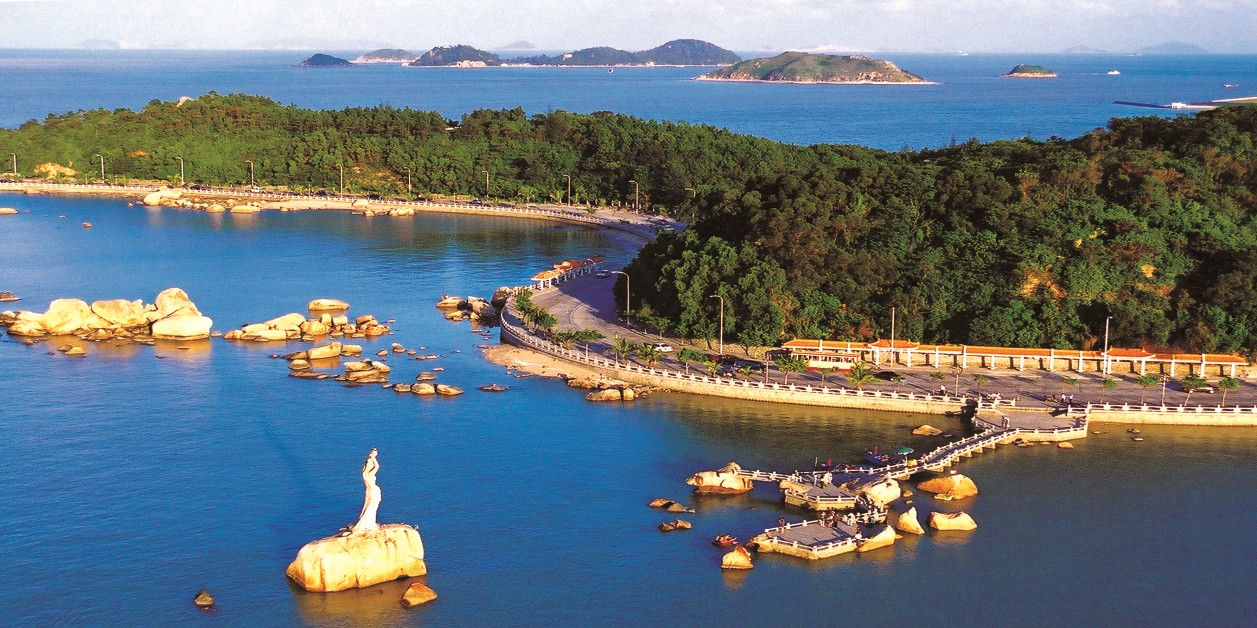
Die Küstenstraße Lover’s Avenue in Zhuhai

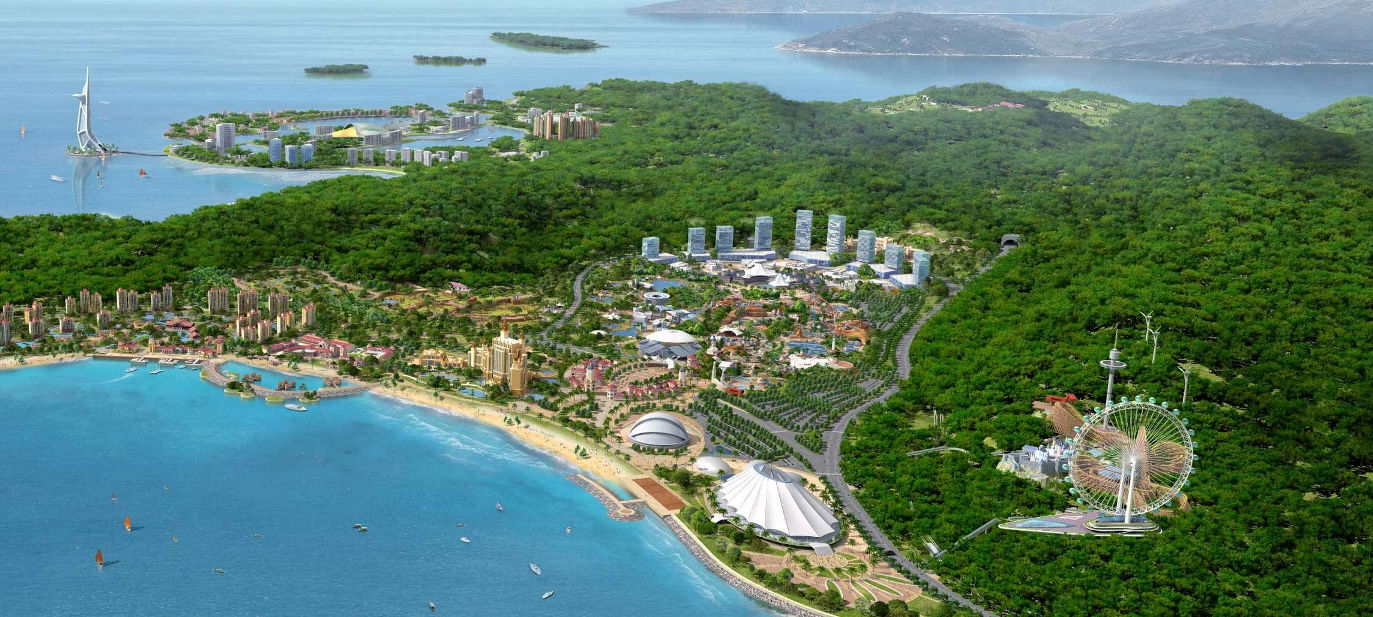
Das weltgrößte Aquarium Chimelong Ocean Kingdom auf Hengqin Island

Momentan befinden sich in Zhuhai 20 Fünf-Sterne-Hotels sowie Häuser einiger internationaler Hotelketten wie Novotel und Holiday Inn. Mit Fertigstellung der Überseebrücke wird die Fahrzeit Hongkong – Zhuhai auf lediglich eine halbe Stunde reduziert.
Zhuhai ist Veranstaltungsort von etlichen Events.
Das Wahrzeichen der Stadt Zhuhai ist die Statue des "Fischermädchens" an der Küste des Stadtteils Xiangzhous. Zu den touristischen Highlights gehört außerdem der 1997 geschaffene Neue Yuan Ming Palast (圆明新园), der eine partielle Rekonstruktion des 1860 zerstörten Alten Sommer-Palastes in Peking darstellt. Der Park umfasst 1,39 km² und schließt einen 80.000 m² großen See ein.
Die in Baojingwan auf der Insel Gaolan Dao im Kreis Zhuhai gelegene Baojingwan-Stätte (宝镜湾遗址, Baojingwan yizhi) sowie die Residenz der Familie von Chen Fang (陈芳家宅, Chen Fang jiazhai) stehen auf der Liste der Denkmäler der Volksrepublik China.

## Klima
Das Klima ist subtropisch, die Stadt wird von Juni bis September durchschnittlich von 2 bis 3 Taifunen heimgesucht. Die durchschnittlichen Temperaturen liegen im Januar bei 14,5 °C und im Juli bei 28,6 °C. Die Niederschlagsmenge pro Jahr beträgt 1964 mm pro m². Die durchschnittliche Luftfeuchtigkeit beträgt 80 %.

## Verkehr
Zhuhai besitzt einen eigenen Flughafen mit nationalen Verbindungen z. B. nach Shanghai. Im Umkreis von 100 km befinden sich vier internationale Flughäfen (Macao, Hongkong, Guangzhou, Shenzhen). Vom Jiuzhou Hafen im Stadtzentrum verbinden Fähren die Stadt mit dem Hongkonger Flughafen sowie Hongkong Island, Guangzhou und Shenzhen. Die Fahrtzeit beträgt etwa eine Stunde.
Neben dem Jiuzhou Hafen besitzt Zhuhai sechs weitere Häfen, darunter Gaolan Port im Südwesten der Stadt. Gaolan Port der größte Tiefseehafen des westlichen Perlflussdeltas und damit einer der wichtigsten Häfen Südchinas für lose Ware. Zudem befindet sich dort ein Terminal für Flüssigerdgas.
Ein stündlich verkehrender Hochgeschwindigkeitszug verbindet Zhuhai direkt mit der Provinzhauptstadt Guangzhou.
Zahlreiche Autobahnen und Schnellstraßen wie die G94 und die G4W verbinden Zhuhai mit den übrigen Metropolen des Perlflussdeltas. Die Hongkong-Zhuhai-Macau-Brücke wurde am 24. Oktober 2018 für den Verkehr freigegeben. Beim Bau der Brücke kam es zu mehreren tödlichen Unfällen.
Am 13. Juni 2017 wurde die erste Linie der Straßenbahn Zhuhai eröffnet, insgesamt drei Linien waren vorgesehen. Der Betrieb wurde 2021 stillgelegt.

## Bildung

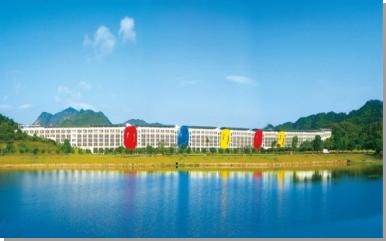
Der Campus der Sun Yatsen Universität im Norden der Stadt Zhuhai

Zhuhai hat zehn Universitäten und über 145.000 Studenten und ist damit die zweitgrößte Universitätsstadt der Provinz Guangdong. Zu den Universitäten Zhuhais zählt die Sun-Yat-sen-Universität, die zu den zehn besten Universitäten des Landes gehört. Der Campus ist größer als alle drei Niederlassungen der Universität in Guangzhou zusammen. Auch deutsche Studenten studieren dort an der Design Factory International. Zu weiteren Universitäten, die in Zhuhai einen Campus betreiben, zählen:
Die Universität von Macau, die Jilin-Universität, die Beijing Normal University und das United International College, ein Gemeinschaftscampus der Hong Kong Baptist University und der Beijing Normal University.

## Städtepartnerschaften
Partnerstädte von Zhuhai sind
| Stadt          | Land                            | seit |
| -------------- | ------------------------------- | ---- |
| Atami          | Chūbu, Japan                    | 2004 |
| Braunschweig   | Niedersachsen, Deutschland      | 2011 |
| Castelo Branco | Centro, Portugal                | 1994 |
| Gävle          | Gästrikland, Schweden           | 2010 |
| Gdynia         | Pommern, Polen                  | 2017 |
| Gold Coast     | Queensland, Australien          | 2012 |
| Gwadar         | Belutschistan, Pakistan         | 2015 |
| Portsmouth     | England, Vereinigtes Königreich | 2014 |
| Redwood City   | Kalifornien, Vereinigte Staaten | 1993 |
| Schukowski     | Zentralny, Russland             | 2012 |
| Surrey         | British Columbia, Kanada        | 1987 |
| Suwon          | Gyeonggi, Südkorea              | 2006 |
| Vitória        | Espírito Santo, Brasilien       | 2010 |

## Söhne und Töchter der Stadt
- Rong Guotuan (1937–1968), chinesischer Tischtennis-Weltmeister